# Per Piscator
Per (Pierre) Piscator, född 1738 i Nordmark, Värmland, död 23 januari 1805 i Nordmark, var en svensk bergsman och tecknare. Han är son till pastorn Magnus Piscator och Anna Ekekund. Han gifte sig 1781 ned Catharina Löfman.

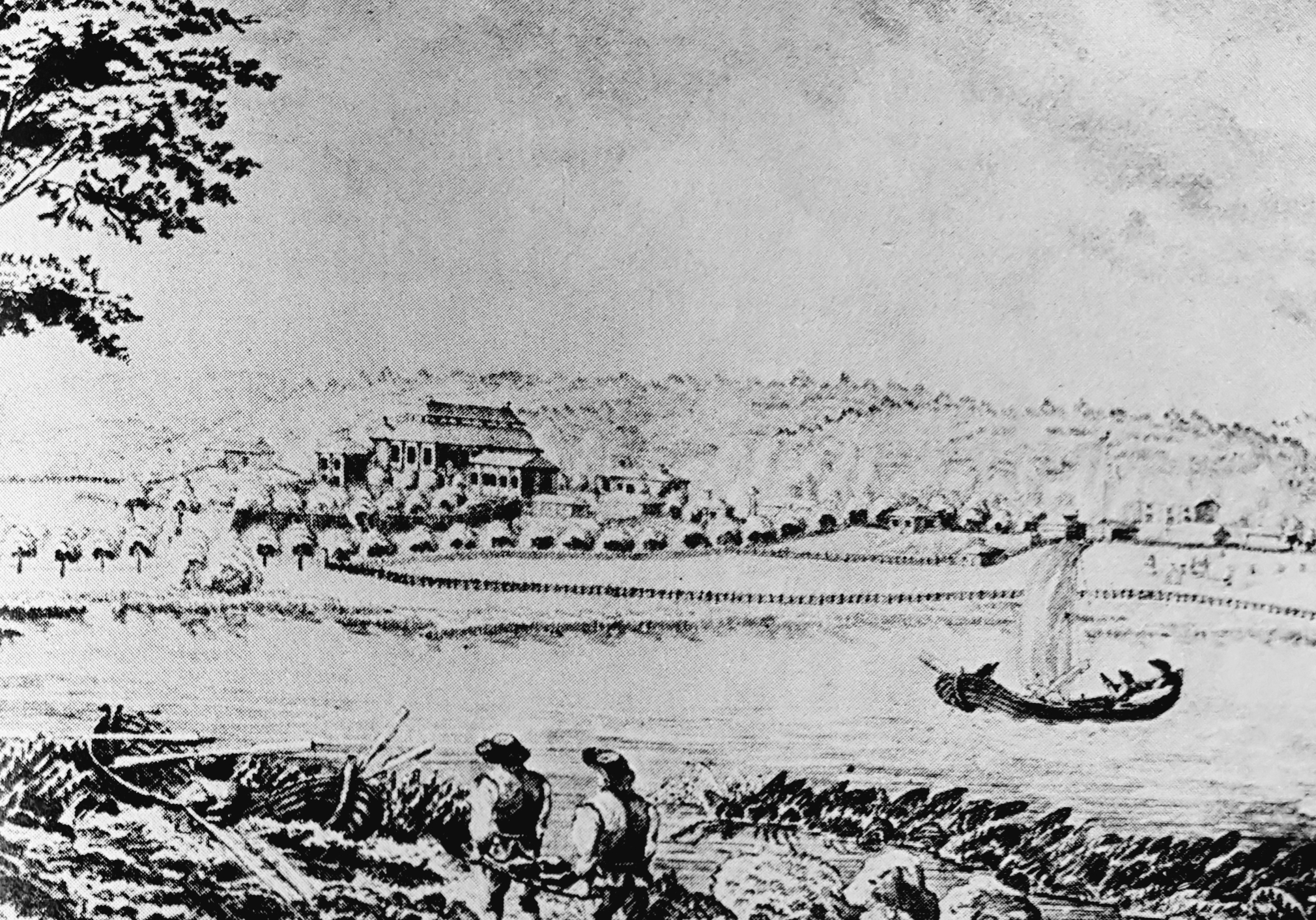
Alkvetterns herrgård enligt Per Piscator.

Piscator var verksam som konstmästare i Värmland, och vid sidan av arbetet tecknade han av miljöer i Värmland. Det finns inte många kända verk bevarade; en teckning av Alkvettern överlämnades med dedikation till Emanuel af Geijerstam.